# Velîka Horodnîțea, Mlîniv
Velîka Horodnîțea (în ucraineană Велика Городниця) este un sat în comuna Iaroslavîci din raionul Mlîniv, regiunea Rivne, Ucraina.

## Demografie
Componența lingvistică a localității Velîka Horodnîțea
     Ucraineană (99,43%)
     Alte limbi (0,57%)
Conform recensământului din 2001, majoritatea populației localității Velîka Horodnîțea era vorbitoare de ucraineană (99,43%), existând în minoritate și vorbitori de alte limbi.